# Eta Centauri
Eta Centauri (η Cen) – gwiazda w gwiazdozbiorze Centaura, odległa od Słońca o około 306 lat świetlnych.

## Charakterystyka obserwacyjna
Jest to jedna z jaśniejszych gwiazd w konstelacji, jej obserwowana wielkość gwiazdowa to 2,33m, a wielkość absolutna jest równa −2,53m. Należy do asocjacji OB górnego Centaura-Wilka. Leży ona zbyt daleko na niebie południowym, żeby można było ją obserwować z terenów Polski.

## Charakterystyka fizyczna
Gwiazda należy do typu widmowego B2. Jej temperatura to około 20 500 K, a jasność jest ok. 5750 razy większa niż jasność Słońca. Ma masę około 8,5 razy większą niż masa Słońca. Jest to gwiazda zmienna typu Gamma Cassiopeiae o niewielkich wahaniach jasności, o zmiennych liniach emisyjnych wodoru w widmie, które świadczą o obecności otaczającego ją dysku gazu. Gwiazda ta bardzo szybko wiruje – jeden obrót wokół własnej osi zajmuje jej niecałą dobę. Jej masa jest bliska granicy, oddzielającej gwiazdy kończące życie jako masywne białe karły od gwiazd eksplodujących jako supernowa.